# Œ (латиниця)
Œ, œ — лігатура з поєднання латинських літер о і е. Є латинською транслітерацією давньогрецького дифтонга «οι». Зустрічається у французькій, факультативно в британській англійській та деяких інших мовах. Також використовується як фонетичний символ для позначення огубленого голосного переднього ряду низько-середнього піднесення.

## Див. Також
- Ö
- Ø
- Ô

## Вживання
Французька мова
Нині літера «œ» найчастіше використовується у французькій мові.
«Œ» вимовляється як [e]: cœlacanthe (риба латимерія), cœlentéré (кишковопорожнинні), fœtus (зародок), œcuménique (всесвітній, екуменічний), œdème (набряк), œdicnème (товстоногий), Œdipe (Едіп), Œniadæ (місто Еніаде), œnochoé (ойнохоя), œnologie (енологія), œnone (енона), œsophage (стравохід), îles Phœnix (Острови Фенікс);
«Œ» вимовляється як [ɛ]: œstrogène (естроген), œstrus (тічка);
«Œu» вимовляються як [œ]: bœuf (бик/яловичина), chœur (хор), cœur (серце), manœuvre (маневр), mœurs (звичаї), œil (очей), œillet (гвоздика), œuf (яйце), œuvre (справа), sœur (сестра);
«Œu» вимовляються як [ø]: bœufs (бики), œufs (яйця), nœud (вузол), vœu (обітниця).
Цікаво, що літери «g» і «c» поводяться перед «œ» по-різному: перед «œ» вони читаються відповідно як [g] і [k], якщо за «œ» йде літера «u» як в cœur, і як [ʒ] і [s] в іншому випадку, як в cœlacanthe.
Англійська мова
Запозичення в англійську з латини, що мали лігатуру œ, в сучасній мові переважно пишуться через e, особливо в американському варіанті англійської. Так, наприклад, fœderal став federal, а diarrhœa американською англійською буде diarrhea.
У сучасній британській англійській літера o збереглася, але записується без лігатури (пор.: «diarrhoea»).
Одним з доволі поширених слів американської англійської, в якому збереглося буквосполучення «OE» є слово «phoenix» (фенікс).
В англійській œ, oe та e як правило вимовляються як /iː/ в наголошених складах, або /ɛ/ в ненаголошених.
Інші германські мови
Œ використовувалася в давньоскандинавській на позначення довгого голосного /øː/, на противагу ø, що використовувалася для позначення коротких голосних /ø/. Пізніше цю лігатуру замінила літера ǿ, наприклад mǿðr «матері».
Œ не вживається в німецькій мові; запозичені слова з œ записуються через ö, напр. Ösophagus. Відомим винятком тут є запозичене з французької слово Œuvre (твори) та його похідні (Œuvreverzeichnis — покажчик творів).

## Кодування
| Графема | HTML    | Юнікод | TeX |
| ------- | ------- | ------ | --- |
| Œ       | &OElig; | U+0152 | \OE |
| œ       | &oelig; | U+0153 | \oe |